# Самаран
Самара́н (фр. Samaran) — коммуна во Франции, находится в регионе Юг — Пиренеи. Департамент — Жер. Входит в состав кантона Масёб. Округ коммуны — Миранд.
Код INSEE коммуны — 32409.

## География
Коммуна расположена приблизительно в 630 км к югу от Парижа, в 80 км западнее Тулузы, в 29 км к югу от Оша.
По территории коммуны протекает река Сусон.

## Климат
Климат умеренно-океанический. Лето жаркое и немного дождливое, температура часто превышает 35 °С. Зимой часто бывает отрицательная температура и ночные заморозки. Годовое количество осадков — 700—900 мм.

## Население
Население коммуны на 2010 год составляло 87 человек.
| 1962 | 1968 | 1975 | 1982 | 1990 | 1999 | 2010 |
| ---- | ---- | ---- | ---- | ---- | ---- | ---- |
| 146  | 136  | 129  | 112  | 95   | 94   | 87   |

## Администрация
| Период | Период | Фамилия      | Партия | Примечания |
| ------ | ------ | ------------ | ------ | ---------- |
| 2001   | 2008   | Андре Диспан |        |            |
| 2008   | 2020   | Люк Комбина  |        |            |

## Экономика
В 2010 году среди 45 человек трудоспособного возраста (15-64 лет) 37 были экономически активными, 8 — неактивными (показатель активности — 82,2 %, в 1999 году было 68,6 %). Из 37 активных жителей работали 36 человек (19 мужчин и 17 женщин), безработной была 1 женщина. Среди 8 неактивных 1 человек был учеником или студентом, 4 — пенсионерами, 3 были неактивными по другим причинам.